# Wigilie za umarłe ludzie duszam w czyścu barzo pomocne
Wigilie za umarłe ludzie duszam w czyścu barzo pomocne – niezachowany rękopiśmienny modlitewnik pochodzący z około 1520 roku z tekstem w języku polskim. Do 1939 roku rękopis modlitewnika był przechowywany w Bibliotece Krasińskich w Warszawie (sygn. 401). Chociaż rękopis się nie zachował do czasów współczesnych jest jednak częściowo znany dzięki edycjom pochodzącym z XIX wieku.
„Wigilie za umarłe ludzie” to kompilacja fragmentów psałterza, antyfon, lekcji i różnych modlitw. Była to kopia tekstu pochodzącego z XV wieku. Tekst psalmów z modlitewnika nie wykazuje żadnego związku ze znanymi psałterzami z XIV i XV wieku. 
Obecne w Kościele katolickim od wczesnego średniowiecza modlitwy za zmarłych w XV wieku obejmowały także intencje dusz mających znajdować się w czyśćcu i stamtąd oczekiwać pomocy od żywych. „Wigilie za umarłe ludzie” w swoich końcowych fragmentach wzywają do modlitw za najbliższych wskazując „rodziców  naszych”, a dalej również w intencji „naszego zgromadzenia bracia, siostry, rodziny, sługi i też nasze dobrodzieje”.
W ten sposób przyjęte w Kościele i szczególnie upowszechnione w okresie późnego średniowiecza msze za dusze zmarłych stały się w teologii katolickiej główną formą wstawiennictwa w intencji dusz pokutujących w czyśćcu.